# César Zabala
César Zabala Fernández (Luque, 3 de junho de 1961 – Lugue, 31 de janeiro de 2020) foi um futebolista paraguaio, que atuava como defensor.

## Carreira
César Zabala fez parte do elenco da Seleção Paraguaia de Futebol da Copa do Mundo de 1986 

## Morte
Zabala morreu no dia 31 de janeiro de 2020, aos 58 anos.